# 河野健二
河野 健二（かわの けんじ、1916年11月25日 - 1996年8月10日）は、日本の歴史学者・経済史家（専攻はフランス経済思想史）。京都大学名誉教授・京都市立芸術大学名誉教授。新京都学派の一人。

## 来歴
1916年、徳島県生まれ。旧制徳島中学校を経て、京都帝国大学経済学部に入学。1940年に卒業した。同1940年、京都帝国大学助手に採用された。
戦後の1946年、山口経済専門学校（現・山口大学経済学部）教授となった。1947年、京都大学助教授に転じ、1960年京都大学教養部教授となった。1961年、学位論文『フランス革命と経済思想』を京都大学に提出して経済学博士の学位を取得。1968年、京都大学人文科学研究所教授に異動となり、1970年からは2期6年にわたって第7代所長を務めた。1969年から1973年まで「朝日新聞」論壇時評を担当した。1981年に京都大学を定年退官し、名誉教授となった。
その後は、愛知大学教授、中部大学教授、京都市立芸術大学学長、京都生涯学習総合センター（京都アスニー）所長をつとめた。

## 受賞・栄典
- 1992年 フランス芸術文化勲章オフィシエ、京都市文化功労者
- 1993年 京都府文化賞特別功労賞
- 1996年 京都市教育功労者（生涯学習推進功労）

## 研究内容・業績
桑原武夫の後を継ぎ、ルソー、プルードン、フランス革命を共同研究を進めた。またフランス革命と明治維新の比較研究を行った。
1967年4月に、河野の『福沢諭吉』が、同年12月に鹿野政直『福沢諭吉』が発行された。両書は「脱亜論」へのコメントを含む新書版であったため、以来、「脱亜論」は日本帝国主義の理論として有名になった。
1970年代には同様の、「脱亜論」をアジア侵略の礎とする論説が多く発行されるようになった。

## 著作
著書
- 『絶対主義の構造』日本評論社 1950
- 『西洋商業史』三笠書房 1952
- 『革命思想の形成 資本主義と近代思想』ミネルヴァ書房 1956
- 『市民革命論』創元社 1956
- 『フランス革命小史』岩波新書 1959
- 『経済学入門 歴史と経済理論』ミネルヴァ書房 1963
- 『フランス革命とその思想』岩波書店 1964
- 『フランス革命と明治維新』日本放送出版協会NHKブックス 1966
- 『福沢諭吉 生きつづける思想家』講談社現代新書 1967
- 『思想史と現代』ミネルヴァ書房 1968
- 『フランス革命』(世界の歴史 15) 樋口謹一共著、河出書房新社 1969
  - 文庫
- 『現代史への視座』中公叢書 1972
- 『現代の認識 論壇時評』朝日新聞社 1969.4-1973.12
  - 朝日新聞社 1974
- 『フランス現代史』山川出版社 1977
- 『現代社会 転換期の考察』人文書院 1979
- 『西洋経済史』岩波書店 1980
- 『ファシズムと社会主義』TBSブリタニカ 1981
- 『現代史の幕開け：ヨーロッパの1848年』岩波新書 1982
- 『現代史のなかで』大阪書籍 1984
- 『世界史への招待 歴史のサイクル構造』大阪書籍 1985
- 『経済学 歴史・理論・現代』ミネルヴァ書房 1986
- 『もう一つの社会主義 マルクス・プルードン問題の再審』世界書院 1987
- 『フランス革命二〇〇年』朝日選書 1987
- 『歴史の地層から』思文閣出版 1990
- 『近代を問う』(全3巻) 岩波書店 1995
- 『京のあかね空 河野健二随筆集』淡交社 1995
- 『歴史を読む』(全2巻) 岩波書店 1996-1997

編著
- 『世界の名著 マキアヴェリからサルトルまで』中公新書 1963
- 『世界資本主義の形成』飯沼二郎共編 岩波書店 1967
- 『問題としての大学』紀伊国屋書店 1969
- 『日本の名著 中江兆民』中央公論社 1970
- 『世界資本主義の歴史構造』飯沼二郎共編 岩波書店 1970
- 『中国紀行30日』朝日新聞社 1973
- 『プルードン研究』岩波書店 1974
- 『産業構造と社会変動』日本評論社 1975-1976
- 『世界の思想家 ルソー』平凡社 1976
- 『フランス・ブルジョア社会の成立 第二帝政期の研究』岩波書店 1977
- 『資料フランス初期社会主義 二月革命とその思想』平凡社 1979
- 『ヨーロッパー1930年代』岩波書店 1980
- 『近代革命とアジア』名古屋大学出版会 1987
- 『資料フランス革命』岩波書店 1989

翻訳
- 『重商主義論』トーマス・マン著、堀江英一共訳 有斐閣 1942
- 『政治経済論 ルソー』岩波文庫 1951
- 『フランス農村史の基本性格』マルク・ブロック著、飯沼二郎共訳 創文社 1959
- 『資本主義の将来』R.フォセール著、服部春彦共訳 岩波書店 1962
- 『現代の景気変動 拡張と後退』J.マルシャル著、溝川喜一共訳 岩波書店 1966
- 『パリ・コミューン』アンリ・ルフェーブル著、柴田朝子共訳 岩波書店 1967-1968
- 『甦るマルクス』ルイ・アルチュセール著、田村俶共訳 人文書院 1968 
  - 改題『マルクスのために』平凡社・平凡社ライブラリー 1994年
- 『21世紀の世界システム』ロベール・フォセール著、水島茂樹共訳 岩波書店 1996
- 『プルードン・セレクション』平凡社ライブラリー 2009